# Gustav Adolf Bühler
Adolf Bühler junior, eigentlich Gustav Adolf Bühler (* 10. Oktober 1869 in Henau; † 19. April 1939 ebenda) war ein Schweizer Unternehmer aus der Unternehmerfamilie Bühler und St. Galler Kantonsrat (FDP). Er war Geschäftsführer und Mitinhaber der Gebrüder Bühler, der heutigen Bühler AG.

## Biografie
Adolf Bühler jun. ist 1869 als erster Sohn von fünf Söhnen des Adolf Bühler senior und der Maria Seline Naef geboren. 1893 stieg er in die Geschäftsleitung ein und übernahm nach dem Tod Adolf sen. die Konzernleitung.:9 Adolf Bühler jun. war 1898–1906 FDP-Kantonsrat, zudem war er im Gemeinderat und im evangelischen Kirchenvorstand von Henau, heute Uzwil, tätig.
Er heiratete Alice Forter, die Tochter des Bankiers Adolf Forter.  Ihre Kinder waren Robert, René (Nachfolger und FDP-Nationalrat), Alice (spätere Ehefrau von James Schwarzenbach), Nelly Marcelle (Skirennfahrerin, Mutter von Charlotte, George und Andreas Reinhart) sowie Felix.
Die Philosophie Adolf Bühler sen. wurde fortgesetzt, so wurden ab 1915 Mitarbeiterwohnungen und 1918 unter der Führung des Schweizer Verband Soldatenwohl die erste Werkskantine der Schweiz eröffnet, es war der Grundstein des Business Catering der heutigen SV Group, zudem schuf Bühler eine der ersten Lehrlingswerkstätten. Doch architektonisch hob er sich vom Senior ab. Adolf sen. baute die Fabriken zweckmässig auf, Adolf jun. dagegen lernte den späteren Architekten Otto Pfleghard kennen und liess künftig die Firmengebäude und die Wohnhäuser durch das Büro Pfleghard und Haefeli errichten.:9 Die architekten reorganisierten nicht nur das gesamte Firmengelände, und bauten für Adolf Bühler ein englisches Landhaus, das Landhaus Sonnenhügel, renovierten die Villa Tasso, und errichteten weitere Gebäude für die Firma.:21
Die intensive Zusammenarbeit endete ungefähr 1911, die neueren Gebäude und Räumlichkeiten wurden durch Robert Maillart entworfen.:15:57 1912 kaufte Adolf jun. von der Firma Mathias Naef den Bettenauer Weiher, 1927 verkaufte er es an die Gebrüder Bühler. Bei seinem Ableben 1939 beschäftigen die Gebrüder Bühler rund 2800 Mitarbeiter.